# Rivalidad entre Atlético Nacional y América de Cali
La Rivalidad entre Atlético Nacional y América de Cali, también conocida como el Clásico Popular, es el partido que enfrenta a dos de los clubes más grandes y populares de fútbol en Colombia. Es uno de los duelos destacados del fútbol profesional en Colombia además de ser una rivalidad reconocida a nivel sudamericano. Otros sectores de la prensa colombiana también lo han catalogado como el "Clásico del Pueblo". La rivalidad surgió en la década de los años 80, cuando Verdolagas y Escarlatas se enfrentaron en el partido decisivo de la fase final de los campeonatos de 1981 y 1984, que significó un título para cada uno; mientras que la proeza conseguida por el conjunto americano al ganar el pentacampeonato de la Categoría Primera A (1982, 1983, 1984, 1985 y 1986) y quedar subcampeón por 3 veces consecutivas de la Copa Libertadores (1985, 1986 y 1987) sería respondida por el conjunto nacionalista con la obtención de la Copa Libertadores 1989, el primer título de talla continental conseguido por un equipo de fútbol colombiano en toda la historia. Este partido también se caracteriza por representar una fuerte rivalidad sociocultural y deportiva entre las regiones de Antioquia y el Valle del Cauca.
Entre los dos clubes hay más de 15 enfrentamientos en finales, y precisamente el primer título de Nacional en 1954 fue en Palmira, al consagrarse en el último partido del campeonato 6-2 en condición de visitante ante América. En los noventa la rivalidad tomaría gran importancia, pues los dos lograron tres títulos en este período, eran permanentes sus encuentros en copas internacionales y ambos equipos aportaban jugadores a la Selección de fútbol de Colombia. En 1990 y 1992, América de Cali se consagró campeón y dejó a Atlético Nacional subcampeón, mientras en 1991 y 1999 se produjo lo contrario, ya sea por enfrentamientos directos o por posición en los cuadrangulares. El último título que se definió entre ambos equipos fue la Copa Colombia en el año 2024 donde en el partido de ida, Atlético Nacional ganaría 3-1 de local mientras que en el partido de vuelta quedaría 0-0 y se consagraría campeón el conjunto de Atlético Nacional
Por torneos continentales, se han dado solamente dos eliminaciones directas entre ellos. La primera fue en la Copa Libertadores de 1991, cuando Nacional eliminó al América en cuartos de final con un marcador global de 2-0. Y la segunda fue la edición 1992, en donde el conjunto escarlata se impuso 1-0 en Medellín por el partido de ida y volvió a ganar, pero por 4-2, dejando a los verdolagas por fuera en cuartos de final.
El máximo goleador de Nacional en estos encuentros es Víctor Aristizabal con 14 goles. Por América, el máximo artillero es Anthony de Ávila con nueve goles.

## Historia
Como miembros fundadores de la División Mayor del Fútbol Colombiano en 1948, serían 10 Los equipos seleccionados para participar en el primer campeonato profesional de fútbol, entre ellos los representantes de Cali, América de Cali, y de Medellín, Atlético Nacional (en ese entonces, Atlético Municipal de Medellín). Tras varias campañas intrascendentes, ambos clubes terminarían en el quinto y sexto lugar del torneo respectivamente, con la misma puntuación (18 puntos) pero con el equipo valluno por encima debido al mayor número de victorias (8 contra 7 de los antioqueños) y la mejor diferencia de gol (40 a favor y 31 en contra, frente a los 29 y 36 de los municipales). El primer duelo entre ambos equipos se jugó el 19 de septiembre en el Estadio "San Fernando" de Cali, por la fecha 6, con victoria americana por un marcador de 3-0, con dos goles del "Chico" Vasquez y uno de Efraín "Caraña" González. De acuerdo con el corresponsal de dicho partido, América "mostraría empeño y decisión" mientras que el Municipal exhibiría "mejor calidad de juego"; la revancha se jugaría el 21 de noviembre en el Hipódromo "San Fernando" de Itagüí, por la fecha 15, con victoria antioqueña por 3-2. De forma anecdótica, ambos equipos, junto con el Atlético Junior, fueron los únicos en este campeonato cuyas nóminas estuvieron compuestas únicamente por jugadores colombianos.
En 1954, Atlético Nacional empezó su palmarés local al confirmar oficialmente el título, conseguido de forma matemática ante el Deportivo Independiente Medellín por marcador de 1-0, tras vencer al América en el Estadio de Palmira por marcador de 2-6 con doblete de Manuel Sanguinetti para los escarlatas y triplete de Casimiro Ávalos, doblete de Pepe y uno de Mosquera para los verdolagas. De esta manera, el verde paisa daría, por primera y única vez, la vuelta olímpica como visitante ante los diablos de Cali. Veinte años después, en 1974, América y Nacional coincidieron, por primera vez, en una fase final de campeonato: en el hexagonal final que terminó coronando al Deportivo Cali como campeón y en el que los verdolagas fueron subcampeones mientras los escarlatas terminaron últimos. En sus enfrentamientos directos, sin embargo, América iniciaría el hexagonal el 24 de noviembre con una remontada por 2-1 contra Nacional, con goles de Armando "Mudo" Torres y del yugoslavo Bubanja "Bucky" Pedrag en cobro penal, los antioqueños se habían ido en ventaja con anotación de Gustavo Santa; mientras que en el inicio de la vuelta de dicha fase, jugada el 8 de diciembre, ambos equipos dividieron honores con un 1-1, con gol de "Mudo" Torres para los vallunos y de Eduardo Retat, en tiro penal, para los verdolagas.

## Inicio de la Rivalidad
Para el inicio del campeonato de 1981, el América de Cali ya tenía un título de liga obtenido dos años antes y en su momento se había convertido en el primer equipo colombiano en ganar un título oficial internacional sin haber sido campeón nacional, cuando obtuvo la Copa Simón Bolívar 1975, además de haber sido subcampeón en 1960 y 1969; Atlético Nacional, por su parte, había ganado el campeonato nacional en solamente 3 ediciones (1954, 1973 y 1976), tetrasubcampeón nacional (1955, 1965, 1971 y 1974) y subcampeón bolivariano en 1971; además, ambos equipos se habían vuelto a encontrar en el cuadrangular final del 1980 en el que terminaron en el tercer y cuarto lugar respectivamente. En el Torneo Apertura, América terminaría en el primer lugar mientras que Nacional perdió la oportunidad de clasificarse directamente a los cuadrangulares semifinales tras perder el desempate por el segundo puesto ante Millonarios, aunque el verdolaga sería uno de los únicos dos equipos que derrotarían a los escarlatas en Cali, por marcador de 1-2. En el Torneo Finalización, a pesar de que Nacional terminaría en el cuarto lugar de su heptagonal, logró su cupo a las semifinales gracias a ser el mejor de los no clasificados por vía de la reclasificación.
Después de clasificar al cuadrangular final como segundos de sus respectivos cuadrangulares semifinales, tras Atlético Junior y Deportes Tolima, América y Nacional llegaron a la última fecha para definir el campeonato en el Estadio Atanasio Girardot de Medellín. Una victoria de Atlético Nacional, además de coronarlo campeón, también significaba negarle el subcampeonato al América de Cali y, con ello, el cupo a la Copa Libertadores 1982, por lo que el conjunto escarlata requería de la victoria, no solo para aspirar al título que estaba condicionado a lo que sucediera con el Junior en el Estadio El Campín de Bogotá, sino para asegurar su presencia en el certamen continental. De acuerdo al historiador Guillermo Ruíz Bonilla:

El final del campeonato fue sencillamente espectacular, dramático, no solo por los resultados obtenidos por los contendientes en el terreno de juego, sino por el entorno de la definición. Un gol de Pedro Juan Ibargüen, a los 26 minutos, tenía en ventaja a Nacional frente al América el domingo 20 de diciembre, en un partido que definía el título. Por infortunio, ante la sanción de una pena máxima a favor del Nacional en los últimos minutos del cotejo, el conjunto caleño resolvió retirarse del terreno. El incidente no traumatizó la alegría de la hinchada verdolaga, que celebró con un fervor inusitado este nuevo galardón.
La Gran Historia del Fútbol Profesional Colombiano, pg. 192.

Gabriel Ochoa Uribe, técnico del América, había retirado el equipo del terreno de juego a dos minutos del final por un penal cometido a César Cueto y sancionado por el juez Efraín Otálora. Ante tal situación, el árbitro no tuvo otra opción que señalizar el fin del partido y dar lugar a la celebración del cuarto título colombiano para el conjunto verdolaga ante un lleno total de hinchas (40 000 espectadores ingresaron al Atanasio Girardot, a pesar de que la capacidad máxima posible era de 35 000 personas). Por segunda vez, el Atlético Nacional daba la vuelta olímpica frente al América de Cali y, de paso, evitaba la participación escarlata en la Libertadores del siguiente año.
La década del 80 vio como ambos equipos entraban en la disputa por el título, tanto así que escarlatas y verdolagas se vieron las caras en las definiciones de algunos campeonatos anuales celebrados durante esos 10 años. Sin embargo, el dominio fue rojo, ya que América logró la proeza de consagrarse campeón en cinco oportunidades consecutivas (1982, 1983, 1984, 1985 y 1986) y de ser subcampeón 3 veces de la (Copa Libertadores 1985, 1986 y 1987), además de un subcampeonato en el 1987; en contraste, Nacional solo obtendría el campeonato del 81 y el subcampeonato en 1988, por no mencionar que, en 1984, los papeles se invirtieron y América se consagró ante Nacional en Cali, momento para el cual el equipo antioqueño había quedado fuera de toda posibilidad, con gol de Luis Eduardo Reyes a los 11 minutos. Empero, esta gesta escarlata sería respondida en 1989, cuando el Atlético Nacional lograba la impensada hazaña de ganar la Copa Libertadores 1989 ante el Club Olimpia del Paraguay. El conjunto verdolaga se convertía en el primer equipo colombiano en conseguir el trofeo de clubes más importante de América del Sur, suceso considerado como un hito de la historia de Colombia y que marcaría un diametral contraste con la participación de los diablos rojos en la misma competición, no solo por las tres finales perdidas en comparación con la victoria verde obtenida en la primera final que disputaba en el certamen, sino por la composición de las nóminas de ambos equipos al disputarse aquellas finales: mientras el América de Cali había confeccionado una plantilla que incluso fue llamada una Selección Suramericana, con jugadores argentinos, paraguayos, uruguayos y peruanos, además de colombianos, con el objetivo fallido de ganar el torneo continental; el Atlético Nacional conseguía el título con un equipo conformado totalmente de jugadores colombianos provenientes de la ciudad de Medellín y de los departamentos de Antioquia, Chocó, Cauca y Valle, que luego se convertirían en la base de la Selección Colombia que disputaría el Mundial de Italia 1990.

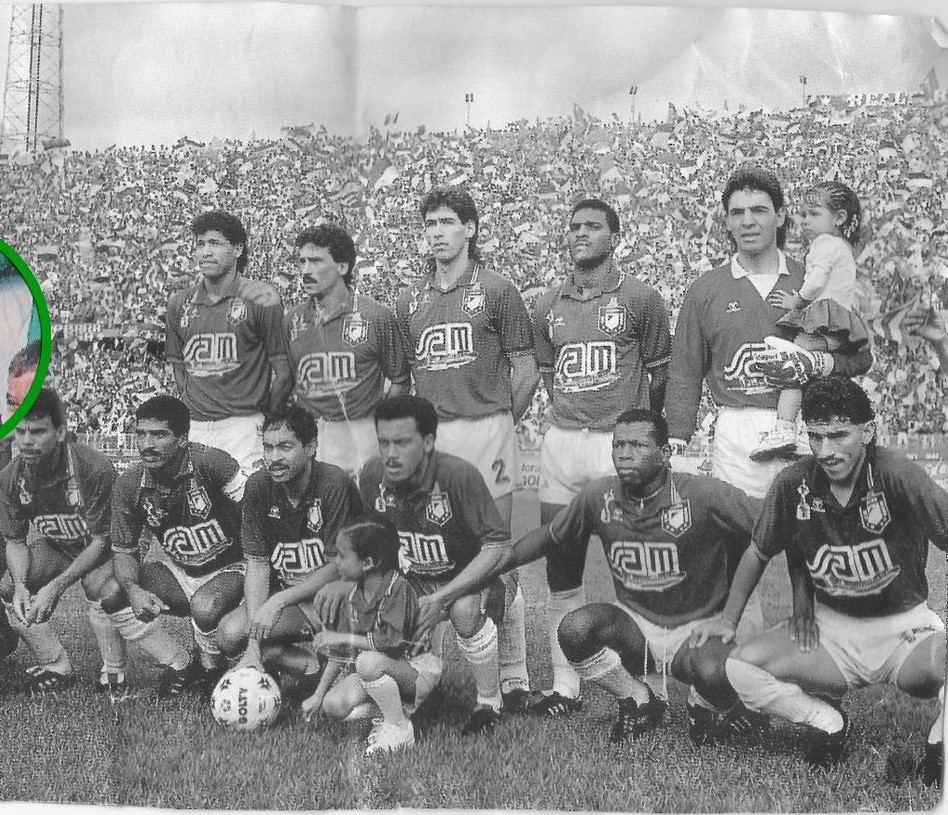
Atlético Nacional, 1991

Todo lo anterior sentó las bases para que, en la década de los 90, la rivalidad pasara a convertirse en uno de los partidos destacados del fútbol colombiano, en el que los estadios de Cali y Medellín eran los escenarios de estos cotejos y la gente de estas ciudades decantaban sus simpatías por uno u otro equipo a la vez que veían a algunos jugadores de ambos conjuntos como convocados a la Selección Colombia para disputar Copas América y los procesos eliminatorios al Mundial de Fútbol, esto convertiría a este partido en un encuentro llamativo, ya que en ocasiones, este encuentro se convertiría en un partido clave del cual podría salir el campeón del certamen para esa época. Para el final de la década, los 'Diablos rojos' fueron campeones colombianos en tres ocasiones (1990, 1992 y 1996/97) y lograban su segundo título internacional con la Copa Merconorte 1999, pero el 'Verdolaga' también alcanzó tres títulos, en (1991, 1994 y 1999), dos de ellas ante los 'Escarlatas', en 1991 y 1999.) Atlético Nacional ampliaba sus triunfos a nivel internacional, a pesar de caer en la Recopa de 1990 contra el Boca Juniors, esto con la Copa Interamericana de 1990 y de 1997 y la Copa Merconorte 1998, en ambos casos como el primer equipo colombiano en obtener dichos títulos. Por otro lado, este partido también se trasladaría al campo suramericano: El primer enfrentamiento entre ambos se daría hasta 1991 en la Copa Libertadores en la fase de grupos y luego en los cuartos de final, serie que se saldó con el paso del Atlético Nacional a semifinales tras un 0-0 en la ida en Los Ángeles y un 2-0 en la vuelta en San Cristóbal; América de Cali se cobraría su revancha en la siguiente edición, donde también se encontrarían en los cuartos de final y los Diablos rojos obtendrían su paso a las semifinales tras ganar 0-1 en Medellín y 4-2 en Calí. Hasta la fecha los enfrentamientos dejan un saldo de seis victorias 'rojas', cuatro 'verdes' y un empate. Adicional a lo anterior, los dos clubes también volverían a disputar una final continental, con los verdolagas perdiendo en 1995 ante el Gremio de Porto Alegre y los escarlatas cayendo en 1996 contra el River Plate argentino. 
En el nuevo milenio está rivalidad continuaría, ya que en la disputa entre rojos y verdes, América de Cali conseguiría cuatro títulos en esa década, con un tricampeonato en línea (2000, 2001 y Apertura 2002) en el que, incluso, se daría el lujo de vencer en la final a los verdolagas en el primer semestre del 2002 y dar la vuelta olímpica en el estadio Atanasio Girardot en la que es, hasta el día de hoy, la última final disputada por ambos clubes. y un título más en el Finalización 2008, además de un subcampeonato en el Apertura de ese mismo año; Atlético Nacional, por su parte, tras haber perdido los 2004-I, 2004-II, jugarían su tercera final consecutiva está vez ganando el Apertura del 2005 y los Apertura y Finalización del 2007 (Bicampeonato) así como la Copa Merconorte 2000; también quedaría subcampeón en el Apertura 2002 ya mencionado y en los Apertura y Finalización del 2004, así como de la Copa Sudamericana 2002, donde el conjunto Paisa pasó a cuartos de final luego de vencer a los Diablos rojos con un resultado global de 3-1, en la que fue la última serie de eliminación directa protagonizada por ambos equipos hasta la fecha, tanto nacional como internacionalmente. Cabe destacar que en el 2006, el 21 de mayo de 2006 Atlético Nacional goleó 6-0 a América de Cali en la última fecha del todos contra todos del Apertura en Medellín y lo eliminó de toda opción de llegar a los cuadrangulares semifinales. A la fecha, esta es la máxima goleada en la rivalidad entre Verdolagas y Escarlatas.

## El declive de América y el auge de Nacional (2010-2020)
La década de los años 10 del siglo XXI debilitaría considerablemente está rivalidad, ya que, sumado a varias campañas y la falta de presencias en instancias finales: El descenso del América de Cali en el 2011 sacaba al conjunto escarlata de la competencia nacional (Liga y Superliga) e internacional (Copa Libertadores, Copa Suramericana y Recopa) durante un lustro; además, las afugias económicas que sufría el América en ese tiempo le impidieron armar una plantilla competitiva que le permitiera disputar la Copa Colombia. El conjunto verdolaga, por su parte, iniciaba un proceso exitoso al mando de los directores técnicos Santiago Escobar, Juan Carlos Osorio y Reinaldo Rueda quienes armaron una nómina de jugadores talentosos, fuertes y con una gran mentalidad ganadora que marcarían una época inolvidable en la institución paisa. Como resultado de lo anterior, el Atlético Nacional ganaría seis títulos de liga (el Apertura del 2011, Apertura 2013 y Finalización del 2013, y Apertura 2014 (Tricampeonato), el Finalización 2015 y el Apertura 2017), cuatro Copas Colombia (2012, 2013, 2016 y 2018), dos Superligas (2012 y 2016), la segunda Copa Libertadores en su historia en 2016 y, por primera vez, la Recopa Sudamericana en el 2017 y por primera vez se le concedió el premio FairPlay de la FIFA 2016 en solidaridad por las víctimas de la Tragedia aérea del Chapecoense; además de un subtítulo de liga en el Apertura del 2018, tres subtítulos de Superliga (2014, 2015 y 2018) y dos subtítulos de Copa Sudamericana (2014 y 2016 le cedió el título a Chapecoense por lo mencionado anteriormente). En contraste, y desde su ascenso en el 2017, el América de Cali solo pudo obtener dos título de liga en el Finalización 2019 y 2020 (Bicampeonato).

## Partidos que decidieron un título
| Temporada | Campeón           | Resultado     | Subcampeón        | Sede Final                                                         | Notas |
| --------- | ----------------- | ------------- | ----------------- | ------------------------------------------------------------------ | --- |
| 1981      | Atlético Nacional | 1 - 0         | América de Cali   | Estadio Atanasio Girardot, Medellín                                | Cuadrangular final donde Nacional, de local, se consagra campeón ante América en un juego que tuvo una fuerte polémica en los últimos minutos, en el cual América abandonó la cancha a falta de 5 minutos.                                                 |
| 1984      | América de Cali   | 1 - 0         | Atlético Nacional | Estadio Pascual Guerrero, Cali                                     | América se corona campeón en la última fecha derrotando a Nacional (ya eliminado) en Cali y dejando subcampeón a Millonarios. |
| 1991      | Atlético Nacional | 2 - 1         | América de Cali   | Estadio Atanasio Girardot, Medellín                                | En la quinta fecha del cuadrangular final, en Medellín, Nacional derrota a América por 2-1 y obtiene su quinta estrella. |
| 1999      | Atlético Nacional | 0 - 0 (4 - 2) | América de Cali   | Estadio Atanasio Girardot, Medellín                                | Cita máxima del torneo, que reunió a los ganadores del Apertura y el Finalización, donde Nacional de nuevo se consagra campeón ante el cuadro escarlata, a través de la serie de penaltis.                                                                 |
| 2002-I    | América de Cali   | 1 - 0         | Atlético Nacional | Estadio Atanasio Girardot, Medellín                                | Los Diablos rojos obtienen el tricampeonato contra Nacional y ante todo pronóstico -por la campaña previa de ambos-, y dan la vuelta olímpica en Medellín en un estadio a reventar de hinchas del conjunto paisa.                                          |
| 2024      | Atlético Nacional | 3 - 1         | América de Cali   | Estadio Pascual Guerrero, Cali Estadio Atanasio Girardot, Medellín | La primera final por Copa entre ambos clubes fue ganada por Nacional luego de imponerse 3 - 1 en Medellin y empatar 0 - 0 en Cali. El partido de vuelta tuvo que darse por terminado al minuto 84 debido a desmanes ocasionados por la hinchada escarlata. |

## Datos
- Mayor victoria de América:  4-0, el 25 de mayo de 1997.
- Mayor victoria de Nacional: 6-0, el 21 de mayo de 2006.[28]
- Mayor victoria de Nacional como visitante: 2-6, el 26 de septiembre de 1954.
- Mayor victoria de América como visitante: 0-3, el 8 de julio de 1962 y el 28 de noviembre de 2020
- Maximos Goleadores:[29]
  - En América de Cali:
    - Julio Aragón: 10
    - Antony de Ávila: 9
    - Camilo Cervino: 9
    - Adrián Ramos: 7

- - En Atlético Nacional:
    - Víctor Hugo Aristizábal 14

## Alegríasrojas
- 1984. América venció 1-0 al Atlético Nacional en el último partido del octogonal final. Luis Eduardo Reyes 'el Hombre de hierro' anotó el único gol del compromiso tras una asistencia del 'Pitillo' Valencia, el verde de la montaña acabaría séptimo del octagonal y Millonarios Subcampeón.[30]

- 1987. En la última fecha del Campeonato 1987 colombiano Nacional recibe al América, donde el conjunto verde era el amplio favorito del encuentro y además tenía la primera opción para ser subcampeón. A los 64 minutos el arquero americano Falcioni le tapó un penal a Juan Jairo Galeano; a los 71 América marcó por intermedio de Willington Ortiz el único gol del choque. A los 89 Falcioni tapó un segundo penal, esta vez a Humberto Sierra.[31] Terminó el partido con triunfo rojo 0-1 y con ello el equipo de los Diablos Rojos consiguió el subtítulo (el campeón de aquel año fue Millonarios) y el cupo a la Copa Libertadores de 1988, mientras que Nacional se quedó con las manos vacías.[32]

- 1990. En el cuadrangular final Nacional recibió al América. El estadio Atanasio Girardot, totalmente lleno, vio cómo el equipo rojo se llevó la victoria 0-1 con un gol de Antony de Ávila. Fue un triunfo muy importante así América alcanzó su séptima estrella. En el último partido de esta fase, le bastó con el empate 1-1 ante Santa Fe en Bogotá, quedando Atlético Nacional subcampeón al perder 0-1 con el Bucaramanga.[33]

- 1992. América se coronó campeón dándose el gusto de vencer en el último partido a su rival de plaza Deportivo Cali, además de dejar a Atlético Nacional en segundo lugar.[34]

- 1992. América elimina a Atlético Nacional de la Copa Libertadores en cuartos de final tomando revancha de lo hecho por el mismo equipo el año anterior. En Medellín Freddy Rincón marcó el gol de la victoria escarlata 0-1, y en el partido de vuelta el equipo de los Diablos venció 4-2.[35]

- 1993. De nuevo en Copa Libertadores América y Nacional deben definir el segundo lugar del Grupo 4. Los Diablos Rojos, que habían caído en sus dos juegos anteriores con los verdolagas tomaron revancha en Bogotá, ganado 4-2 y logrando el segundo lugar del grupo. Posteriormente alcanzaron la semifinal, siendo eliminados por la Universidad Católica de Chile.

- 2002. América se coronó campeón del primer torneo corto del fútbol colombiano venciendo en la final a Atlético Nacional. El partido de ida en Cali terminó 2-1 con tantos de Jairo 'el Tigre' Castillo. En el Atanasio Girardot Nacional volvió a caer ante los Diablos 0-1. El gol visitante fue anotado por Castillo. Atlético Nacional jamás ha podido consagrarse campeón en el Pascual Guerrero ante el América.

- 2020. América elimina a Atlético Nacional de los cuartos de final del Campeonato colombiano 2020. consagrándose campeón de dicho torneo

## Alegríasverdes
- 1954 Atlético Nacional se celebró su primer título derrotando a América en el Estadio Francisco Rivera Escobar de Palmira por 2-6 en el último partido del campeonato, que en la época se disputaba con sistema de liga el conjunto Verde había obtenido el título fechas antes.

- 1981 Atlético Nacional obtuvo la estrella derrotando a América en el Estadio Atanasio Girardot por 1-0. La fase final la disputó contra América, Junior y Deportes Tolima.[36]

- 1991 Atlético Nacional se coronó campeón frente a América (2-1), a una fecha de finalizar el torneo, en un cuadrangular final disputado por los 'Verdolagas', los 'Escarlatas', Santa Fe y Junior.[37]

- 1991 Atlético Nacional venció al 'Rojo' en los cuartos de final de la Copa Libertadores. La ida en Miami el 1 de mayo se fue en ceros, mientras que la vuelta ocho días después, en San Cristóbal, dejó a Nacional ganador con un 2-0, con Víctor Aristizábal y Faustino Asprilla presentes en el tanteador.[38]

- 1999 Atlético Nacional consiguió el título en la final contra América. El juego de ida en Cali terminó 1-1 y el de vuelta en Medellín 0-0.  El cuadro 'verdolaga' se consagró campeón al vencer 4-2 en los penales. Fue la primera vez que la final del torneo colombiano se definió desde los doce pasos.[39]

- 2002 Atlético Nacional eliminó al América de Cali en la Copa Sudamericana 2002 en cancha de los 'Diablos rojos', siendo esta la única serie que ha enfrentado a ambos en este torneo.

- 2004 Atlético Nacional venció al América de Cali 0-1 en el partido final del grupo A de los cuadrangulares semifinales del Torneo Apertura 2004 en el Pascual Guerrero, accediendo a la final y sacando al 'Rojo' que era el gran favorito por lo que había hecho durante todo el semestre y porque llegaba a este partido en igualdad de puntos para definir todo ante su afición.

- 2006 Atlético Nacional goleó 6-0 al América de Cali en la última fecha del 'todos contra todos' del Torneo Apertura 2006 en el estadio Atanasio Girardot eliminándolo de toda opción de llegar a los cuadrangulares semifinales.[40] El 6-0 es la máxima diferencia que el 'Verdolaga' ha logrado ante su archirrival 'rojo'.

- 2023 Atlético Nacional se enfrentó en eliminación directa contra América de Cali por los Octavos de final de la Copa Colombia 2023 que posteriormente ganaría. Atlético Nacional ganó los dos partidos.

- 2024 Atlético Nacional se enfrentó en duelos ida y vuelta contra América de Cali por la final de la Copa Colombia 2024 consagrándose campeón tras derrotar 3-1 al cuadro escarlata en Medellín y empatar sin goles en Cali. La final de vuelta no se terminó de jugar debido a desmanes en la tribuna por parte de los hinchas americanos.

## Encuentros

### En Liga
| América de Cali    | 3 - 0          | Atlético Municipal | 19 de septiembre de 1948 | Campeonato colombiano 1948                  |
| Atlético Municipal | 3 - 2          | América de Cali    | 28 de noviembre de 1948  | Campeonato colombiano 1948                  |
| Atlético Municipal | 3 - 1          | América de Cali    | 10 de julio de 1949      | Campeonato colombiano 1949                  |
| América de Cali    | 1 - 2          | Atlético Municipal | 16 de octubre de 1949    | Campeonato colombiano 1949                  |
| América de Cali    | 4 - 1          | Atlético Municipal | 26 de febrero de 1950    | Campeonato colombiano 1950                  |
| Atlético Municipal | 2 - 1          | América de Cali    | 18 de junio de 1950      | Campeonato colombiano 1950                  |
| América de Cali    | 1 - 1          | Atlético Nacional  | 18 de marzo de 1951      | Campeonato colombiano 1951                  |
| Atlético Nacional  | 2 - 3          | América de Cali    | 29 de julio de 1951      | Campeonato colombiano 1951                  |
| América de Cali    | 4 - 1          | Atlético Nacional  | 10 de agosto de 1952     | Campeonato colombiano 1952                  |
| Atlético Nacional  | 2 - 4          | América de Cali    | 23 de noviembre de 1952  | Campeonato colombiano 1952                  |
| Atlético Nacional  | 5 - 2          | América de Cali    | 30 de mayo de 1954       | Campeonato colombiano 1954                  |
| América de Cali    | 2 - 6          | Atlético Nacional  | 10 de octubre de 1954    | Campeonato colombiano 1954                  |
| Atlético Nacional  | 1 - 0          | América de Cali    | 22 de mayo de 1955       | Campeonato colombiano 1955                  |
| América de Cali    | 0 - 1          | Atlético Nacional  | 7 de agosto de 1955      | Campeonato colombiano 1955                  |
| América de Cali    | 0 - 2          | Atlético Nacional  | 9 de octubre de 1955     | Campeonato colombiano 1955                  |
| América de Cali    | 3 - 2          | Atlético Nacional  | 8 de julio de 1956       | Campeonato colombiano 1956                  |
| Atlético Nacional  | 2 - 3          | América de Cali    | 21 de octubre de 1956    | Campeonato colombiano 1956                  |
| Atlético Nacional  | 2 - 1          | América de Cali    | 26 de mayo de 1957       | Campeonato colombiano 1957                  |
| América de Cali    | 4 - 1          | Atlético Nacional  | 18 de agosto de 1957     | Campeonato colombiano 1957                  |
| Atlético Nacional  | 0 - 1          | América de Cali    | 22 de junio de 1958      | Campeonato colombiano 1958                  |
| América de Cali    | 1 - 1          | Atlético Nacional  | 17 de agosto de 1958     | Campeonato colombiano 1958                  |
| Atlético Nacional  | 1 - 2          | América de Cali    | 19 de octubre de 1958    | Campeonato colombiano 1958                  |
| América de Cali    | 2 - 3          | Atlético Nacional  | 11 de diciembre de 1958  | Campeonato colombiano 1958                  |
| Atlético Nacional  | 2 - 3          | América de Cali    | 22 de marzo de 1959      | Campeonato colombiano 1959                  |
| América de Cali    | 3 - 3          | Atlético Nacional  | 31 de mayo de 1959       | Campeonato colombiano 1959                  |
| Atlético Nacional  | 1 - 0          | América de Cali    | 16 de agosto de 1959     | Campeonato colombiano 1959                  |
| América de Cali    | 1 - 2          | Atlético Nacional  | 1 de noviembre de 1959   | Campeonato colombiano 1959                  |
| América de Cali    | 2 - 0          | Atlético Nacional  | 8 de mayo de 1960        | Campeonato colombiano 1960                  |
| Atlético Nacional  | 2 - 3          | América de Cali    | 10 de julio de 1960      | Campeonato colombiano 1960                  |
| América de Cali    | 0 - 0          | Atlético Nacional  | 18 de septiembre de 1960 | Campeonato colombiano 1960                  |
| Atlético Nacional  | 2 - 1          | América de Cali    | 27 de noviembre de 1960  | Campeonato colombiano 1960                  |
| América de Cali    | 2 - 0          | Atlético Nacional  | 28 de mayo de 1961       | Campeonato colombiano 1961                  |
| Atlético Nacional  | 1 - 2          | América de Cali    | 23 de julio de 1961      | Campeonato colombiano 1961                  |
| América de Cali    | 2 - 2          | Atlético Nacional  | 8 de octubre de 1961     | Campeonato colombiano 1961                  |
| Atlético Nacional  | 3 - 1          | América de Cali    | 17 de diciembre de 1961  | Campeonato colombiano 1961                  |
| América de Cali    | 2 - 0          | Atlético Nacional  | 15 de abril de 1962      | Campeonato colombiano 1962                  |
| Atlético Nacional  | 0 - 3          | América de Cali    | 8 de julio de 1962       | Campeonato colombiano 1962                  |
| América de Cali    | 2 - 2          | Atlético Nacional  | 23 de septiembre de 1962 | Campeonato colombiano 1962                  |
| Atlético Nacional  | 0 - 1          | América de Cali    | 9 de diciembre de 1962   | Campeonato colombiano 1962                  |
| América de Cali    | 4 - 1          | Atlético Nacional  | 31 de marzo de 1963      | Campeonato colombiano 1963                  |
| Atlético Nacional  | 3 - 1          | América de Cali    | 13 de junio de 1963      | Campeonato colombiano 1963                  |
| América de Cali    | 2 - 4          | Atlético Nacional  | 25 de agosto de 1963     | Campeonato colombiano 1963                  |
| Atlético Nacional  | 3 - 2          | América de Cali    | 24 de noviembre de 1963  | Campeonato colombiano 1963                  |
| América de Cali    | 0 - 1          | Atlético Nacional  | 19 de abril de 1964      | Campeonato colombiano 1964                  |
| Atlético Nacional  | 2 - 2          | América de Cali    | 21 de junio de 1964      | Campeonato colombiano 1964                  |
| América de Cali    | 0 - 1          | Atlético Nacional  | 13 de septiembre de 1964 | Campeonato colombiano 1964                  |
| Atlético Nacional  | 3 - 3          | América de Cali    | 6 de diciembre de 1964   | Campeonato colombiano 1964                  |
| Atlético Nacional  | 1 - 1          | América de Cali    | 28 de marzo de 1965      | Campeonato colombiano 1965                  |
| América de Cali    | 2 - 2          | Atlético Nacional  | 17 de junio de 1965      | Campeonato colombiano 1965                  |
| Atlético Nacional  | 1 - 1          | América de Cali    | 12 de septiembre de 1965 | Campeonato colombiano 1965                  |
| América de Cali    | 0 - 1          | Atlético Nacional  | 5 de diciembre de 1965   | Campeonato colombiano 1965                  |
| Atlético Nacional  | 2 - 1          | América de Cali    | 3 de abril de 1966       | Campeonato colombiano 1966                  |
| América de Cali    | 0 - 0          | Atlético Nacional  | 26 de junio de 1966      | Campeonato colombiano 1966                  |
| Atlético Nacional  | 1 - 1          | América de Cali    | 11 de septiembre de 1966 | Campeonato colombiano 1966                  |
| América de Cali    | 3 - 0          | Atlético Nacional  | 27 de noviembre de 1966  | Campeonato colombiano 1966                  |
| América de Cali    | 1 - 1          | Atlético Nacional  | 26 de marzo de 1967      | Campeonato colombiano 1967                  |
| Atlético Nacional  | 2 - 2          | América de Cali    | 4 de junio de 1967       | Campeonato colombiano 1967                  |
| América de Cali    | 2 - 0          | Atlético Nacional  | 20 de agosto de 1967     | Campeonato colombiano 1967                  |
| Atlético Nacional  | 2 - 2          | América de Cali    | 5 de noviembre de 1967   | Campeonato colombiano 1967                  |
| América de Cali    | 1 - 0          | Atlético Nacional  | 24 de marzo de 1968      | Campeonato colombiano 1968                  |
| Atlético Nacional  | 0 - 0          | América de Cali    | 9 de junio de 1968       | Campeonato colombiano 1968                  |
| Atlético Nacional  | 0 - 1          | América de Cali    | 25 de agosto de 1968     | Campeonato colombiano 1968                  |
| América de Cali    | 1 - 0          | Atlético Nacional  | 17 de noviembre de 1968  | Campeonato colombiano 1968                  |
| América de Cali    | 3 - 1          | Atlético Nacional  | 16 de febrero de 1969    | Campeonato colombiano 1969                  |
| Atlético Nacional  | 0 - 0          | América de Cali    | 4 de mayo de 1969        | Campeonato colombiano 1969                  |
| Atlético Nacional  | 1 - 0          | América de Cali    | 11 de noviembre de 1969  | Campeonato colombiano 1969                  |
| América de Cali    | 2 - 0          | Atlético Nacional  | 27 de noviembre de 1969  | Campeonato colombiano 1969                  |
| América de Cali    | 1 - 1          | Atlético Nacional  | 12 de abril de 1970      | Campeonato colombiano 1970                  |
| Atlético Nacional  | 0 - 1          | América de Cali    | 5 de julio de 1970       | Campeonato colombiano 1970                  |
| Atlético Nacional  | 1 - 3          | América de Cali    | 13 de agosto de 1970     | Campeonato colombiano 1970                  |
| América de Cali    | 0 - 0          | Atlético Nacional  | 11 de octubre de 1970    | Campeonato colombiano 1970                  |
| América de Cali    | 0 - 0          | Atlético Nacional  | 7 de marzo de 1971       | Campeonato colombiano 1971                  |
| Atlético Nacional  | 1 - 0          | América de Cali    | 30 de mayo de 1971       | Campeonato colombiano 1971                  |
| América de Cali    | 1 - 0          | Atlético Nacional  | 26 de agosto de 1971     | Campeonato colombiano 1971                  |
| Atlético Nacional  | 2 - 1          | América de Cali    | 24 de octubre de 1971    | Campeonato colombiano 1971                  |
| Atlético Nacional  | 2 - 0          | América de Cali    | 2 de abril de 1972       | Campeonato colombiano 1972                  |
| América de Cali    | 2 - 1          | Atlético Nacional  | 25 de junio de 1972      | Campeonato colombiano 1972                  |
| Atlético Nacional  | 0 - 0          | América de Cali    | 6 de septiembre de 1972  | Campeonato colombiano 1972                  |
| América de Cali    | 1 - 4          | Atlético Nacional  | 26 de noviembre de 1972  | Campeonato colombiano 1972                  |
| América de Cali    | 1 - 1          | Atlético Nacional  | 25 de marzo de 1973      | Campeonato colombiano 1973                  |
| Atlético Nacional  | 3 - 0          | América de Cali    | 14 de junio de 1973      | Campeonato colombiano 1973                  |
| Atlético Nacional  | 1 - 0          | América de Cali    | 16 de septiembre de 1973 | Campeonato colombiano 1973                  |
| América de Cali    | 2 - 1          | Atlético Nacional  | 18 de noviembre de 1973  | Campeonato colombiano 1973                  |
| Atlético Nacional  | 1 - 1          | América de Cali    | 28 de abril de 1974      | Campeonato colombiano 1974                  |
| América de Cali    | 1 - 1          | Atlético Nacional  | 6 de julio de 1974       | Campeonato colombiano 1974                  |
| Atlético Nacional  | 2 - 1          | América de Cali    | 18 de agosto de 1974     | Campeonato colombiano 1974                  |
| América de Cali    | 1 - 0          | Atlético Nacional  | 10 de noviembre de 1974  | Campeonato colombiano 1974                  |
| América de Cali    | 2 - 1          | Atlético Nacional  | 24 de noviembre de 1974  | Campeonato colombiano 1974                  |
| Atlético Nacional  | 1 - 1          | América de Cali    | 8 de diciembre de 1974   | Campeonato colombiano 1974                  |
| Atlético Nacional  | 1 - 0          | América de Cali    | 20 de febrero de 1975    | Campeonato colombiano 1975                  |
| América de Cali    | 2 - 1          | Atlético Nacional  | 8 de mayo de 1975        | Campeonato colombiano 1975                  |
| Atlético Nacional  | 2 - 0          | América de Cali    | 10 de agosto de 1975     | Campeonato colombiano 1975                  |
| América de Cali    | 2 - 0          | Atlético Nacional  | 15 de octubre de 1975    | Campeonato colombiano 1975                  |
| América de Cali    | 2 - 1          | Atlético Nacional  | 28 de marzo de 1976      | Campeonato colombiano 1976                  |
| Atlético Nacional  | 2 - 1          | América de Cali    | 17 de junio de 1976      | Campeonato colombiano 1976                  |
| Atlético Nacional  | 2 - 2          | América de Cali    | 12 de septiembre de 1976 | Campeonato colombiano 1976                  |
| Atlético Nacional  | 1 - 1          | América de Cali    | 27 de febrero de 1977    | Campeonato colombiano 1977                  |
| América de Cali    | 1 - 0          | Atlético Nacional  | 1 de mayo de 1977        | Campeonato colombiano 1977                  |
| Atlético Nacional  | 1 - 1          | América de Cali    | 20 de julio de 1977      | Campeonato colombiano 1977                  |
| América de Cali    | 3 - 1          | Atlético Nacional  | 5 de octubre de 1977     | Campeonato colombiano 1977                  |
| Atlético Nacional  | 2 - 0          | América de Cali    | 29 de marzo de 1978      | Campeonato colombiano 1978                  |
| América de Cali    | 0 - 1          | Atlético Nacional  | 21 de mayo de 1978       | Campeonato colombiano 1978                  |
| América de Cali    | 1 - 0          | Atlético Nacional  | 23 de julio de 1978      | Campeonato colombiano 1978                  |
| Atlético Nacional  | 1 - 2          | América de Cali    | 8 de octubre de 1978     | Campeonato colombiano 1978                  |
| América de Cali    | 2 - 0          | Atlético Nacional  | 22 de abril de 1979      | Campeonato colombiano 1979                  |
| Atlético Nacional  | 2 - 1          | América de Cali    | 24 de junio de 1979      | Campeonato colombiano 1979                  |
| América de Cali    | 3 - 1          | Atlético Nacional  | 24 de agosto de 1979     | Campeonato colombiano 1979                  |
| América de Cali    | 0 - 0          | Atlético Nacional  | 4 de noviembre de 1979   | Campeonato colombiano 1979                  |
| Atlético Nacional  | 4 - 2          | América de Cali    | 25 de noviembre de 1979  | Campeonato colombiano 1979                  |
| América de Cali    | 4 - 1          | Atlético Nacional  | 27 de febrero de 1980    | Campeonato colombiano 1980                  |
| Atlético Nacional  | 4 - 2          | América de Cali    | 25 de mayo de 1980       | Campeonato colombiano 1980                  |
| América de Cali    | 3 - 2          | Atlético Nacional  | 10 de septiembre de 1980 | Campeonato colombiano 1980                  |
| América de Cali    | 1 - 1          | Atlético Nacional  | 3 de diciembre de 1980   | Campeonato colombiano 1980                  |
| Atlético Nacional  | 1 - 2          | América de Cali    | 17 de diciembre de 1980  | Campeonato colombiano 1980                  |
| América de Cali    | 0 - 1          | Atlético Nacional  | 1 de marzo de 1981       | Campeonato colombiano 1981                  |
| Atlético Nacional  | 0 - 0          | América de Cali    | 24 de mayo de 1981       | Campeonato colombiano 1981                  |
| América de Cali    | 1 - 0          | Atlético Nacional  | 12 de agosto de 1981     | Campeonato colombiano 1981                  |
| Atlético Nacional  | 2 - 1          | América de Cali    | 7 de octubre de 1981     | Campeonato colombiano 1981                  |
| América de Cali    | 0 - 0          | Atlético Nacional  | 2 de diciembre de 1981   | Campeonato colombiano 1981                  |
| Atlético Nacional  | 1 - 0          | América de Cali    | 20 de diciembre de 1981  | Campeonato colombiano 1981                  |
| Atlético Nacional  | 1 - 1          | América de Cali    | 20 de marzo de 1982      | Campeonato colombiano 1982                  |
| América de Cali    | 1 - 0          | Atlético Nacional  | 16 de mayo de 1982       | Campeonato colombiano 1982                  |
| América de Cali    | 0 - 1          | Atlético Nacional  | 8 de agosto de 1982      | Campeonato colombiano 1982                  |
| Atlético Nacional  | 2 - 1          | América de Cali    | 6 de octubre de 1982     | Campeonato colombiano 1982                  |
| Atlético Nacional  | 3 - 1          | América de Cali    | 11 de noviembre de 1982  | Campeonato colombiano 1982                  |
| América de Cali    | 1 - 0          | Atlético Nacional  | 8 de diciembre de 1982   | Campeonato colombiano 1982                  |
| América de Cali    | 1 - 0          | Atlético Nacional  | 6 de marzo de 1983       | Campeonato colombiano 1983                  |
| Atlético Nacional  | 3 - 1          | América de Cali    | 4 de mayo de 1983        | Campeonato colombiano 1983                  |
| América de Cali    | 3 - 0          | Atlético Nacional  | 3 de agosto de 1983      | Campeonato colombiano 1983                  |
| Atlético Nacional  | 2 - 2          | América de Cali    | 23 de octubre de 1983    | Campeonato colombiano 1983                  |
| América de Cali    | 1 - 1          | Atlético Nacional  | 16 de noviembre de 1983  | Campeonato colombiano 1983                  |
| Atlético Nacional  | 1 - 0          | América de Cali    | 14 de diciembre de 1983  | Campeonato colombiano 1983                  |
| América de Cali    | 1 - 1          | Atlético Nacional  | 12 de agosto de 1984     | Campeonato colombiano 1984                  |
| Atlético Nacional  | 1 - 0          | América de Cali    | 21 de octubre de 1984    | Campeonato colombiano 1984                  |
| Atlético Nacional  | 2 - 2          | América de Cali    | 18 de noviembre de 1984  | Campeonato colombiano 1984                  |
| América de Cali    | 1 - 0          | Atlético Nacional  | 16 de diciembre de 1984  | Campeonato colombiano 1984                  |
| América de Cali    | 3 - 0          | Atlético Nacional  | 13 de marzo de 1985      | Campeonato colombiano 1985                  |
| Atlético Nacional  | 0 - 1          | América de Cali    | 8 de mayo de 1985        | Campeonato colombiano 1985                  |
| Atlético Nacional  | 0 - 2          | América de Cali    | 14 de julio de 1985      | Campeonato colombiano 1985                  |
| América de Cali    | 0 - 2          | Atlético Nacional  | 15 de septiembre de 1985 | Campeonato colombiano 1985                  |
| Atlético Nacional  | 0 - 3          | América de Cali    | 6 de noviembre de 1985   | Campeonato colombiano 1985                  |
| América de Cali    | 1 - 0          | Atlético Nacional  | 4 de diciembre de 1985   | Campeonato colombiano 1985                  |
| América de Cali    | 3 - 3          | Atlético Nacional  | 2 de marzo de 1986       | Campeonato colombiano 1986                  |
| Atlético Nacional  | 1 - 0          | América de Cali    | 20 de abril de 1986      | Campeonato colombiano 1986                  |
| Atlético Nacional  | 2 - 2          | América de Cali    | 24 de agosto de 1986     | Campeonato colombiano 1986                  |
| América de Cali    | 0 - 0          | Atlético Nacional  | 19 de octubre de 1986    | Campeonato colombiano 1986                  |
| Atlético Nacional  | 2 - 3          | América de Cali    | 23 de noviembre de 1986  | Campeonato colombiano 1986                  |
| América de Cali    | 2 - 3          | Atlético Nacional  | 21 de diciembre de 1986  | Campeonato colombiano 1986                  |
| Atlético Nacional  | 1 - 0          | América de Cali    | 19 de agosto de 1987     | Campeonato colombiano 1987                  |
| América de Cali    | 1 - 1          | Atlético Nacional  | 30 de agosto de 1987     | Campeonato colombiano 1987                  |
| América de Cali    | 1 - 1          | Atlético Nacional  | 22 de noviembre de 1987  | Campeonato colombiano 1987                  |
| Atlético Nacional  | 0 - 1          | América de Cali    | 20 de diciembre de 1987  | Campeonato colombiano 1987                  |
| América de Cali    | 1 - 2          | Atlético Nacional  | 13 de agosto de 1988     | Campeonato colombiano 1988                  |
| Atlético Nacional  | 5 - 1          | América de Cali    | 3 de septiembre de 1988  | Campeonato colombiano 1988                  |
| América de Cali    | 1 - 1          | Atlético Nacional  | 13 de noviembre de 1988  | Campeonato colombiano 1988                  |
| Atlético Nacional  | 1 - 0          | América de Cali    | 11 de diciembre de 1988  | Campeonato colombiano 1988                  |
| Atlético Nacional  | 0 - 0          | América de Cali    | 23 de abril de 1989      | Campeonato colombiano 1989                  |
| América de Cali    | 1 - 1          | Atlético Nacional  | 30 de agosto de 1989     | Campeonato colombiano 1989                  |
| América de Cali    | 2 - 2          | Atlético Nacional  | 8 de noviembre de 1989   | Campeonato colombiano 1989                  |
| Atlético Nacional  | 0 - 0          | América de Cali    | 10 de agosto de 1990     | Campeonato colombiano 1990                  |
| América de Cali    | 0 - 0          | Atlético Nacional  | 27 de septiembre de 1990 | Campeonato colombiano 1990                  |
| Atlético Nacional  | 0 - 1          | América de Cali    | 28 de noviembre de 1990  | Campeonato colombiano 1990                  |
| América de Cali    | 1 - 1          | Atlético Nacional  | 12 de diciembre de 1990  | Campeonato colombiano 1990                  |
| América de Cali    | 1 - 1          | Atlético Nacional  | 5 de mayo de 1991        | Campeonato colombiano 1991                  |
| Atlético Nacional  | 2 - 1          | América de Cali    | 9 de junio de 1991       | Campeonato colombiano 1991                  |
| Atlético Nacional  | 2 - 0          | América de Cali    | 21 de agosto de 1991     | Campeonato colombiano 1991                  |
| América de Cali    | 2 - 2          | Atlético Nacional  | 9 de octubre de 1991     | Campeonato colombiano 1991                  |
| América de Cali    | 1 - 1          | Atlético Nacional  | 1 de diciembre de 1991   | Campeonato colombiano 1991                  |
| Atlético Nacional  | 2 - 1          | América de Cali    | 15 de diciembre de 1991  | Campeonato colombiano 1991                  |
| América de Cali    | 1 - 1          | Atlético Nacional  | 12 de agosto de 1992     | Campeonato colombiano 1992                  |
| Atlético Nacional  | 0 - 0          | América de Cali    | 22 de octubre de 1992    | Campeonato colombiano 1992                  |
| América de Cali    | 3 - 3          | Atlético Nacional  | 11 de noviembre de 1992  | Campeonato colombiano 1992                  |
| Atlético Nacional  | 1 - 1          | América de Cali    | 25 de noviembre de 1992  | Campeonato colombiano 1992                  |
| América de Cali    | 3 - 1          | Atlético Nacional  | 6 de diciembre de 1992   | Campeonato colombiano 1992                  |
| Atlético Nacional  | 2 - 2          | América de Cali    | 9 de diciembre de 1992   | Campeonato colombiano 1992                  |
| América de Cali    | 2 - 0          | Atlético Nacional  | 8 de septiembre de 1993  | Campeonato colombiano 1993                  |
| Atlético Nacional  | 2 - 1          | América de Cali    | 31 de octubre de 1993    | Campeonato colombiano 1993                  |
| Atlético Nacional  | 4 - 0          | América de Cali    | 1 de diciembre de 1993   | Campeonato colombiano 1993                  |
| América de Cali    | 2 - 0          | Atlético Nacional  | 15 de diciembre de 1993  | Campeonato colombiano 1993                  |
| América de Cali    | 0 - 0          | Atlético Nacional  | 22 de mayo de 1994       | Campeonato colombiano 1994                  |
| Atlético Nacional  | 1 - 0          | América de Cali    | 14 de septiembre de 1994 | Campeonato colombiano 1994                  |
| Atlético Nacional  | 1 - 0          | América de Cali    | 8 de diciembre de 1994   | Campeonato colombiano 1994                  |
| América de Cali    | 2 - 0          | Atlético Nacional  | 11 de diciembre de 1994  | Campeonato colombiano 1994                  |
| América de Cali    | 1 - 1          | Atlético Nacional  | 23 de abril de 1995      | Campeonato colombiano 1995                  |
| Atlético Nacional  | 1 - 1          | América de Cali    | 14 de junio de 1995      | Campeonato colombiano 1995                  |
| América de Cali    | 3 - 0          | Atlético Nacional  | 17 de septiembre de 1995 | Campeonato colombiano 1995-96               |
| Atlético Nacional  | 2 - 1          | América de Cali    | 11 de noviembre de 1995  | Campeonato colombiano 1995-96               |
| América de Cali    | 1 - 0          | Atlético Nacional  | 28 de febrero de 1996    | Campeonato colombiano 1995-96               |
| Atlético Nacional  | 2 - 0          | América de Cali    | 28 de abril de 1996      | Campeonato colombiano 1995-96               |
| Atlético Nacional  | 2 - 0          | América de Cali    | 27 de junio de 1996      | Campeonato colombiano 1995-96               |
| América de Cali    | 2 - 2          | Atlético Nacional  | 30 de junio de 1996      | Campeonato colombiano 1995-96               |
| América de Cali    | 3 - 2          | Atlético Nacional  | 24 de noviembre de 1996  | Campeonato colombiano 1996-97               |
| Atlético Nacional  | 1 - 1          | América de Cali    | 16 de febrero de 1997    | Campeonato colombiano 1996-97               |
| Atlético Nacional  | 3 - 1          | América de Cali    | 21 de mayo de 1997       | Campeonato colombiano 1996-97               |
| América de Cali    | 4 - 0          | Atlético Nacional  | 25 de mayo de 1997       | Campeonato colombiano 1996-97               |
| Atlético Nacional  | 3 - 1          | América de Cali    | 12 de abril de 1998      | Campeonato colombiano 1998                  |
| América de Cali    | 2 - 0          | Atlético Nacional  | 20 de septiembre de 1998 | Campeonato colombiano 1998                  |
| Atlético Nacional  | 4 - 2          | América de Cali    | 25 de octubre de 1998    | Campeonato colombiano 1998                  |
| América de Cali    | 0 - 0(4-5 p.)  | Atlético Nacional  | 18 de noviembre de 1998  | Campeonato colombiano 1998                  |
| América de Cali    | 1 - 0          | Atlético Nacional  | 29 de noviembre de 1998  | Campeonato colombiano 1998                  |
| Atlético Nacional  | 1 - 3          | América de Cali    | 2 de diciembre de 1998   | Campeonato colombiano 1998                  |
| América de Cali    | 0 - 0          | Atlético Nacional  | 16 de mayo de 1999       | Campeonato colombiano 1999                  |
| Atlético Nacional  | 1 - 0          | América de Cali    | 24 de octubre de 1999    | Campeonato colombiano 1999                  |
| América de Cali    | 1 - 1          | Atlético Nacional  | 16 de diciembre de 1999  | Campeonato colombiano 1999                  |
| Atlético Nacional  | 0 - 0 (4-2 p.) | América de Cali    | 19 de diciembre de 1999  | Campeonato colombiano 1999 (Final)          |
| Atlético Nacional  | 3 - 1          | América de Cali    | 19 de febrero de 2000    | Campeonato colombiano 2000                  |
| América de Cali    | 0 - 1          | Atlético Nacional  | 11 de junio de 2000      | Campeonato colombiano 2000                  |
| América de Cali    | 1 - 0          | Atlético Nacional  | 23 de julio de 2000      | Campeonato colombiano 2000                  |
| Atlético Nacional  | 0 - 2          | América de Cali    | 31 de octubre de 2000    | Campeonato colombiano 2000                  |
| América de Cali    | 0 - 0          | Atlético Nacional  | 29 de abril de 2001      | Campeonato colombiano 2001                  |
| Atlético Nacional  | 0 - 0          | América de Cali    | 30 de septiembre de 2001 | Campeonato colombiano 2001                  |
| Atlético Nacional  | 0 - 2          | América de Cali    | 19 de mayo de 2002       | Torneo Apertura 2002                        |
| América de Cali    | 2 - 1          | Atlético Nacional  | 16 de junio de 2002      | Torneo Apertura 2002 (Final)                |
| Atlético Nacional  | 0 - 1          | América de Cali    | 19 de junio de 2002      | Torneo Apertura 2002 (Final)                |
| América de Cali    | 2 - 2          | Atlético Nacional  | 16 de noviembre de 2002  | Torneo Finalización 2002                    |
| Atlético Nacional  | 0 - 0          | América de Cali    | 4 de diciembre de 2002   | Torneo Finalización 2002 (cuadrangulares)   |
| América de Cali    | 2 - 1          | Atlético Nacional  | 7 de diciembre de 2002   | Torneo Finalización 2002 (cuadrangulares)   |
| América de Cali    | 3 - 2          | Atlético Nacional  | 9 de abril de 2003       | Torneo Apertura 2003                        |
| Atlético Nacional  | 2 - 0          | América de Cali    | 28 de septiembre de 2003 | Torneo Finalización 2003                    |
| Atlético Nacional  | 0 - 1          | América de Cali    | 11 de mayo de 2004       | Torneo Apertura 2004                        |
| Atlético Nacional  | 4 - 3          | América de Cali    | 23 de mayo de 2004       | Torneo Apertura 2004 (cuadrangulares)       |
| América de Cali    | 0 - 1          | Atlético Nacional  | 20 de junio de 2004      | Torneo Apertura 2004 (cuadrangulares)       |
| América de Cali    | 4 - 1          | Atlético Nacional  | 8 de septiembre de 2004  | Torneo Finalización 2004                    |
| Atlético Nacional  | 1 - 1          | América de Cali    | 28 de noviembre de 2004  | Torneo Finalización 2004 (cuadrangulares)   |
| América de Cali    | 2 - 1          | Atlético Nacional  | 2 de diciembre de 2004   | Torneo Finalización 2004 (cuadrangulares)   |
| Atlético Nacional  | 2 - 1          | América de Cali    | 13 de febrero de 2005    | Torneo Apertura 2005                        |
| América de Cali    | 1 - 0          | Atlético Nacional  | 10 de julio de 2005      | Torneo Finalización 2005                    |
| Atlético Nacional  | 6 - 0          | América de Cali    | 21 de mayo de 2006       | Torneo Apertura 2006                        |
| América de Cali    | 0 - 2          | Atlético Nacional  | 12 de noviembre de 2006  | Torneo Finalización 2006                    |
| Atlético Nacional  | 4 - 0          | América de Cali    | 2 de mayo de 2007        | Torneo Apertura 2007                        |
| América de Cali    | 1 - 1          | Atlético Nacional  | 4 de noviembre de 2007   | Torneo Finalización 2007                    |
| América de Cali    | 2 - 1          | Atlético Nacional  | 2 de diciembre de 2007   | Torneo Finalización 2007 (cuadrangulares)   |
| Atlético Nacional  | 2 - 0          | América de Cali    | 5 de diciembre de 2007   | Torneo Finalización 2007 (cuadrangulares)   |
| Atlético Nacional  | 3 - 2          | América de Cali    | 27 de abril de 2008      | Torneo Apertura 2008                        |
| América de Cali    | 3 - 0          | Atlético Nacional  | 26 de octubre de 2008    | Torneo Finalización 2008                    |
| Atlético Nacional  | 0 - 2          | América de Cali    | 15 de febrero de 2009    | Torneo Apertura 2009                        |
| América de Cali    | 2 - 2          | Atlético Nacional  | 19 de julio de 2009      | Torneo Finalización 2009                    |
| Atlético Nacional  | 2 - 0          | América de Cali    | 7 de abril de 2010       | Torneo Apertura 2010                        |
| América de Cali    | 2 - 0          | Atlético Nacional  | 2 de octubre de 2010     | Torneo Finalización 2010                    |
| Atlético Nacional  | 3 - 1          | América de Cali    | 19 de febrero de 2011    | Torneo Apertura 2011                        |
| América de Cali    | 2 - 4          | Atlético Nacional  | 3 de septiembre de 2011  | Torneo Finalización 2011                    |
| América de Cali    | 0 - 0          | Atlético Nacional  | 5 de marzo de 2017       | Torneo Apertura 2017                        |
| Atlético Nacional  | 2 - 0          | América de Cali    | 16 de agosto de 2017     | Torneo Finalización 2017                    |
| Atlético Nacional  | 2 - 0          | América de Cali    | 22 de febrero de 2018    | Torneo Apertura 2018                        |
| América de Cali    | 0 - 2          | Atlético Nacional  | 18 de agosto de 2018     | Torneo Finalización 2018                    |
| Atlético Nacional  | 2 - 0          | América de Cali    | 27 de abril de 2019      | Torneo Apertura 2019                        |
| América de Cali    | 2 - 1          | Atlético Nacional  | 12 de octubre de 2019    | Torneo Finalización 2019                    |
| Atlético Nacional  | 2 - 2          | América de Cali    | 18 de octubre de 2020    | Campeonato 2020                             |
| América de Cali    | 1 - 2          | Atlético Nacional  | 21 de noviembre de 2020  | Campeonato 2020 (cuartos de final - ida)    |
| Atlético Nacional  | 0 - 3          | América de Cali    | 28 de noviembre de 2020  | Campeonato 2020 (cuartos de final - vuelta) |
| Atlético Nacional  | 2 - 2          | América de Cali    | 21 de febrero de 2021    | Torneo Apertura 2021                        |
| América de Cali    | 0 - 2          | Atlético Nacional  | 24 de octubre de 2021    | Torneo Finalización 2021                    |
| Atlético Nacional  | 2 - 0          | América de Cali    | 10 de abril de 2022      | Torneo Apertura 2022                        |
| América de Cali    | 0 - 0          | Atlético Nacional  | 2 de octubre de 2022     | Torneo Finalización 2022                    |
| Atlético Nacional  | 2 - 1          | América de Cali    | 4 de mayo de 2023        | Torneo Apertura 2023                        |
| América de Cali    | 4 - 1          | Atlético Nacional  | 23 de septiembre de 2023 | Torneo Finalización 2023                    |
| Atlético Nacional  | 1 - 0          | América de Cali    | 26 de noviembre de 2023  | Torneo Finalización 2023 (cuadrangulares)   |
| América de Cali    | 0 - 1          | Atlético Nacional  | 30 de noviembre de 2023  | Torneo Finalización 2023 (cuadrangulares)   |
| América de Cali    | 4 - 1          | Atlético Nacional  | 28 de enero de 2024      | Torneo Apertura 2024                        |
| Atlético Nacional  | 2 - 1          | América de Cali    | 21 de julio de 2024      | Torneo Finalización 2024                    |
| Atlético Nacional  | 1 - 0          | América de Cali    | 9 de marzo de 2025       | Torneo Apertura 2025                        |

### En Copa Colombia
| América de Cali   | 1 - 3        | Atlético Nacional | 26 de julio de 2023     | Copa Colombia 2023 - Octavos de final ida    |
| Atlético Nacional | 2 - 1        | América de Cali   | 17 de agosto de 2023    | Copa Colombia 2023 - Octavos de final vuelta |
| Atlético Nacional | 3 - 1        | América de Cali   | 12 de diciembre de 2024 | Final de la Copa Colombia 2024 - ida         |
| América de Cali   | 0 - 3 (W.O.) | Atlético Nacional | 15 de diciembre de 2024 | Final de la Copa Colombia 2024 - vuelta      |

### En competiciones internacionales
| Atlético Nacional | 0 - 2 | América de Cali   | 22 de febrero de 1991    | Copa Libertadores | Fase de grupos      |
| América de Cali   | 1 - 0 | Atlético Nacional | 22 de febrero de 1991    | Copa Libertadores | Fase de grupos      |
| América de Cali   | 0 - 0 | Atlético Nacional | 3 de mayo de 1991        | Copa Libertadores | Cuartos de final    |
| Atlético Nacional | 2 - 0 | América de Cali   | 10 de mayo de 1991       | Copa Libertadores | Cuartos de final    |
| América de Cali   | 2 - 0 | Atlético Nacional | 26 de febrero de 1992    | Copa Libertadores | Fase de grupos      |
| Atlético Nacional | 3 - 0 | América de Cali   | 25 de marzo de 1992      | Copa Libertadores | Fase de grupos      |
| Atlético Nacional | 0 - 1 | América de Cali   | 13 de mayo de 1992       | Copa Libertadores | Cuartos de final    |
| América de Cali   | 4 - 2 | Atlético Nacional | 20 de mayo de 1992       | Copa Libertadores | Cuartos de final    |
| América de Cali   | 0 - 3 | Atlético Nacional | 11 de febrero de 1993    | Copa Libertadores | Fase de grupos      |
| Atlético Nacional | 3 - 2 | América de Cali   | 11 de marzo de 1993      | Copa Libertadores | Fase de grupos      |
| América de Cali   | 4 - 2 | Atlético Nacional | 2 de abril de 1993       | Copa Libertadores | Desempate 2° puesto |
| Atlético Nacional | 2 - 3 | América de Cali   | 28 de julio de 1999      | Copa Merconorte   | Fase de grupos      |
| América de Cali   | 1 - 1 | Atlético Nacional | 29 de septiembre de 1999 | Copa Merconorte   | Fase de grupos      |
| Atlético Nacional | 1 - 0 | América de Cali   | 10 de septiembre de 2002 | Copa Sudamericana | Octavos de final    |
| América de Cali   | 1 - 2 | Atlético Nacional | 25 de septiembre de 2002 | Copa Sudamericana | Octavos de final    |

### En Amistosos
| América de Cali   | 1 - 0 | Atlético Nacional | 28 de enero de 2009 | Copa Internacional Cafam |
| América de Cali   | 1 - 1 | Atlético Nacional | 3 de abril de 2013  | Partido Amistoso         |
| Atlético Nacional | 2 - 0 | América de Cali   | 13 de enero de 2016 | Partido Amistoso         |
| Atlético Nacional | 0 - 0 | América de Cali   | 20 de julio de 2018 | Partido Amistoso         |
| Atlético Nacional | 0 - 1 | América de Cali   | 14 de enero de 2019 | Torneo Fox Sports        |

### En Liga Femenina
| Atlético Nacional | 0-1         | América de Cali   | 23 de agosto de 2019    | Liga Profesional 2019 (cuartos de final - ida)     |
| América de Cali   | 2-2         | Atlético Nacional | 30 de agosto de 2019    | Liga Profesional 2019 (cuartos de final - vuelta)  |
| Atlético Nacional | 0-1         | América de Cali   | 24 de noviembre de 2020 | Liga Profesional 2020 (cuartos de final - ida)     |
| América de Cali   | 1-1         | Atlético Nacional | 28 de noviembre de 2020 | Liga Profesional 2020 (cuartos de final - vuelta)  |
| Atlético Nacional | 2-3         | América de Cali   | 21 de julio de 2021     | Liga Profesional 2021 - fase de grupos             |
| América de Cali   | 1-1         | Atlético Nacional | 15 de agosto de 2021    | Liga Profesional 2021 - fase de grupos             |
| América de Cali   | 3-0         | Atlético Nacional | 10 de marzo de 2022     | Liga Profesional 2022                              |
| América de Cali   | 2-0         | Atlético Nacional | 14 de mayo de 2023      | Liga Profesional 2023                              |
| América de Cali   | 1-1         | Atlético Nacional | 7 de junio de 2024      | Liga Profesional 2024                              |
| América de Cali   | 1-1         | Atlético Nacional | 24 de marzo de 2025     | Liga Profesional 2025                              |
| América de Cali   | 0-3         | Atlético Nacional | 9 de agosto de 2025     | Liga Profesional 2025 (cuadrangulares semifinales) |
| Atlético Nacional | Por definir | América de Cali   | agosto de 2025          | Liga Profesional 2025 (cuadrangulares semifinales) |

## Estadísticas generales
- Enfrentamientos por competencias nacionales

| Motivo        | PJ  | GA | E  | GN | GolA | GolN |
| ------------- | --- | -- | -- | -- | ---- | ---- |
| Primera A     | 261 | 88 | 78 | 95 | 336  | 336  |
| Copa Colombia | 4   | 0  | 0  | 4  | 3    | 11   |
| TOTALES       | 265 | 88 | 78 | 99 | 339  | 347  |

| PJ: Partidos jugados            |
| GA: Ganados por América         |
| GN: Ganados por Nacional        |
| E: Empates                      |
| GolA: Goles a favor de América  |
| GolN: Goles a favor de Nacional |

- Enfrentamientos por copas internacionales

| Motivo                 | PJ | GA | E | GN | GolA | GolN |
| ---------------------- | -- | -- | - | -- | ---- | ---- |
| Copa Libertadores 1991 | 4  | 2  | 1 | 1  | 3    | 2    |
| Copa Libertadores 1992 | 4  | 3  | 0 | 1  | 7    | 5    |
| Copa Libertadores 1993 | 3  | 1  | 0 | 2  | 6    | 8    |
| Copa Merconorte 1999   | 2  | 1  | 1 | 0  | 4    | 3    |
| Copa Sudamericana 2002 | 2  | 0  | 0 | 2  | 1    | 3    |
| TOTALES                | 15 | 7  | 2 | 6  | 21   | 21   |

| PJ: Partidos jugados            |
| GA: Ganados por América         |
| GN: Ganados por Nacional        |
| E: Empates                      |
| GolA: Goles a favor de América  |
| GolN: Goles a favor de Nacional |

- Total de enfrentamientos

| Competencia           | PJ  | GA | E  | GN  | GolA | GolN |
| --------------------- | --- | -- | -- | --- | ---- | ---- |
| Primera A             | 261 | 88 | 78 | 95  | 336  | 336  |
| Copa Colombia         | 4   | 0  | 0  | 4   | 3    | 11   |
| Copas Internacionales | 15  | 7  | 2  | 6   | 21   | 21   |
| Total                 | 280 | 95 | 80 | 105 | 360  | 368  |

| PJ: Partidos jugados            |
| GA: Ganados por América         |
| GN: Ganados por Nacional        |
| E: Empates                      |
| GolA: Goles a favor de América  |
| GolN: Goles a favor de Nacional |

- Enfrentamientos por competencias femeninas

| Motivo        | PJ | GA | E | GN | GolA | GolN |
| ------------- | -- | -- | - | -- | ---- | ---- |
| Liga Femenina | 11 | 5  | 5 | 1  | 16   | 11   |
| TOTALES       | 11 | 5  | 5 | 1  | 16   | 11   |

| PJ: Partidos jugados            |
| GA: Ganados por América         |
| GN: Ganados por Nacional        |
| E: Empates                      |
| GolA: Goles a favor de América  |
| GolN: Goles a favor de Nacional |

## Palmarés y Clasificaciones

### Masculino
- Datos actualizados hasta el 6 de enero de 2025.

Atlético Nacional obtuvo su primer título oficial ganando el Campeonato colombiano de 1954, mientras que América estrenó su vitrina copera de manera oficial recién en 1979, año de su primera estrella en la liga colombiana. La última consagración del "verdolaga" fue en la Superliga de Colombia 2025, ganando la final justamente ante el conjunto rojo. En tanto la escuadra "escarlata" logró su último título en el Torneo colombiano de 2020 en Bogotá, en la denominada Final de rojos ganando el bicampeonato ante Santa Fe.
| Torneo                                                                             | América de Cali          | Atlético Nacional                      |
| ---------------------------------------------------------------------------------- | ------------------------ | -------------------------------------- |
| Categoría Primera A (1948-presente)                                                | 15                       | 18                                     |
| Categoría Primera B (1991-presente)                                                | 1                        | 0                                      |
| Copa Colombia (2008-presente)                                                      | 0                        | 7                                      |
| Superliga de Colombia (2012-presente)                                              | 0                        | 4                                      |
| Torneos internacionales de la Conmebol-FIFA o de federaciones (1948-presente)      | 2                        | 7                                      |
| Totales de títulos oficiales                                                       | 17                       | 36                                     |
| Tabla Histórica de la Categoría Primera A                                          | 4° (4 931 puntos)        | 2° (5 481 puntos)                      |
| Clasificación de Clubes de la CONMEBOL (2021)                                      | 36° (1 805,3 puntos)     | 7° (4 833,3 puntos)                    |
| Tabla Histórica de la Copa Libertadores                                            | 15° (278 puntos)         | 18° (261 puntos)                       |
| Tabla Histórica de la Copa Sudamericana                                            | 92° (13 puntos)          | 4° (107 puntos)                        |
| Tabla Histórica de la Copa Merconorte                                              | 3° (42 puntos)           | 2° (52 puntos)                         |
| Mejor Ubicación en la Clasificación Mundial de Clubes de la IFFHS                  | 2° (261,50 puntos, 1996) | 1° (383 puntos, 2016)                  |
| Mejor Ubicación en la Clasificación IFFHS del Club del Siglo XX en América del Sur | 9°                       | 13°                                    |
| Clasificación Suramericana de Clubes de la RSSSF por Copas                         | 27°                      | 13° (Cuantitativo) / 18° (Cualitativo) |

### Femenino
- Datos actualizados hasta el 5 de junio de 2022.

Atlético Nacional no ha obtenido títulos más allá de su subcampeonato en Liga Femenina 2018, mientras que América estrenó su vitrina copera de manera oficial recién en Liga Femenina 2019, año de su primera estrella en la liga colombiana femenina. No ha existido consagración del "verdolaga", en tanto la escuadra "escarlata" logró su último título en la Liga Femenina 2022 en Bogotá, en la denominada Final Caleña ganando su segunda estrella ante Deportivo Cali.
| Torneo                                                                        | América de Cali | Atlético Nacional |
| ----------------------------------------------------------------------------- | --------------- | ----------------- |
| Liga Femenina (2017-presente)                                                 | 2               | 0                 |
| Torneos internacionales de la Conmebol-FIFA o de federaciones (2009-presente) | 0               | 0                 |
| Totales de títulos oficiales                                                  | 2               | 0                 |